# 吉田兼右
吉田 兼右（よしだ かねみぎ）は、戦国時代の公卿。少納言・清原宣賢の次男。侍従・吉田兼満の養子。官位は従二位・侍従・神祇大副兼右兵衛督。吉田家8代当主・卜部氏24代。有職故実書籍『官職難儀』・神道書籍『兼右卿記』の著者。

## 経歴
永正13年（1516年）、少納言（非参議正三位）・清原宣賢（非参議・吉田兼倶の三男）の次男として誕生。神祇権大副兼侍従・吉田兼満の養子となった。
養父・兼満が大永5年（1525年）に突然出奔したため、従弟にあたる兼右が10歳で後を継ぎ、父・宣賢が後見役となって唯一神道の道統を継承した。祖父・兼倶以来の神道説を宣揚して、積極的に全国の神社・神職に対して宗源宣旨や神道裁許状を発行すると共に、地方を巡っておとな衆・氏子との交流を盛んに図って吉田家の家門拡大に努めた。特に周防国大内氏・越前国朝倉氏・若狭武田氏に招かれ神道伝授を行った。
元亀4年（1573年）正月10日、薨去。享年58。遺言により遺骸は吉田神社の近くに社壇を建てて唯神霊神と称して祀られた。

## 系譜
- 父：清原宣賢（1475 - 1550）
- 母：不詳
- 養父：吉田兼満
- 妻：不詳
  - 男子：吉田兼見（1535 - 1610）
  - 次男：神龍院梵舜（1553 - 1632）